# 赤间凛音
赤间凛音（日语：／ Akama Rizu，2009年1月8日—），宮城县仙台市出身，日本女子滑板运动员，曾获2024年夏季奥林匹克运动会女子街式滑板银牌。